# Stagno (Collesalvetti)
Stagno is een plaats (frazione) in de Italiaanse gemeente Collesalvetti.